# Konnitsi
Konnitsi (Bulgaars: Конници) is een dorp in het zuiden van Bulgarije. Het is gelegen in de gemeente Ivaïlovgrad, oblast Chaskovo. Het dorp ligt hemelsbreed 60 km ten zuidoosten van de stad Chaskovo en 253 kilometer ten zuidoosten van Sofia.

## Bevolking
Op 31 december 2019 werden er 96 inwoners in het dorp geregistreerd door het Nationaal Statistisch Instituut van Bulgarije, een daling ten opzichte van het maximum van 365 personen in 1946.
|  |

Van de 89 inwoners reageerden er 65 op de optionele volkstelling van 2011. Van deze 65 respondenten identificeerden 58 personen zichzelf als etnische Turken, terwijl er zes etnische Bulgaren werden geteld. 
| Etnische samenstelling van de respondenten (2011) | Etnische samenstelling van de respondenten (2011) | Etnische samenstelling van de respondenten (2011) | Etnische samenstelling van de respondenten (2011) | Etnische samenstelling van de respondenten (2011) |
| ------------------------------------------------- | ------------------------------------------------- | ------------------------------------------------- | ------------------------------------------------- | ------------------------------------------------- |
|                                                   |                                                   |                                                   |                                                   |                                                   |
| Bulgaren                                          | Bulgaren                                          |                                                   | 9,2%                                              | 9,2%                                              |
| Turken                                            | Turken                                            |                                                   | 89,2%                                             | 89,2%                                             |
| Roma                                              | Roma                                              |                                                   | 0,0%                                              | 0,0%                                              |
| Anders/Onbekend                                   | Anders/Onbekend                                   |                                                   | 1,6%                                              | 1,6%                                              |